# Грецький магнат
Грецький магнат — мелодрама 1978 року.

## Сюжет
Фільм заснований на реальній історії любові грецького магната (Онассіса) і блискучої молодої вдови американського президента (Жаклін Кеннеді). Суднобудівний магнат Тео Томасіс стає другим чоловіком Ліз Кессіді, вдови американського президента Джона Кессіді.